# 阿格涅·米蓋爾

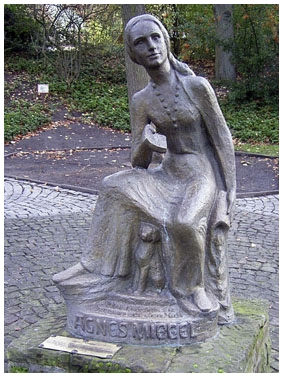
位於巴德嫩多爾夫的Agnes-Miegel-Denkmal

阿格涅·米蓋爾（Agnes Miegel）（1879年3月9日—1964年10月26日），生於柯尼斯堡，是德國作家、記者與詩人。逝於巴特萨尔茨乌夫伦。